# خارکیف ۹۱۶۷
سیارک ۹۱۶۷ (به انگلیسی: 9167 Kharkiv، نامگذاری:1987SS17) نه هزار و صد و شصت و هفتمین سیارک کشف شده‌است که در ۱۸ سپتامبر ۱۹۸۷ کشف شد.
قدر مطلق سیارک برابر ۳۸.۹ است.